# Burnum Burnum
Burnum Burnum, né le 10 janvier 1936 à Wallaga Lake (en) (Nouvelle-Galles du Sud) et mort le 18 août 1997 à Woronora (en) (Nouvelle-Galles-du-Sud), est un militant et acteur aborigène australien. Il appartenait aux communautés aborigènes Wurundjeri et Yorta Yorta (en). Né Harry Penrith, il adopta par la suite le nom de son grand-père, qui signifie « Grand Guerrier ».

## Biographie
Enfant, il fut retiré à son père et placé dans un orphelinat, devenant membre des « Générations volées ».
Dans les années 1960, étudiant à l'université de Tasmanie, il mena un mouvement pour demander que les restes de Truganini détenus par le Musée de Tasmanie soient enterrés.
Burnum Burnum est tout particulièrement connu pour avoir planté le drapeau aborigène sur les falaises de Douvres, le 26 janvier 1988, jour en Australie de la célébration du bicentenaire de la fondation de la colonie de Sydney. Il s'agissait pour Burnum Burnum d'opérer un renversement de situation, et, grâce au drapeau, de prétendre « prendre possession » de l'Angleterre, tout comme Arthur Phillip avait prétendu prendre possession de l'Australie aborigène en 1788. Burnum Burnum déclara :

« Moi, Burnum Burnum, noble de l’antique Australie, je prends ici possession de l’Angleterre au nom du peuple aborigène. En colonisant ce territoire, nous ne souhaitons pas vous faire de mal, peuple natif de l’Angleterre. Nous sommes venus pour vous apporter de bonnes manières, le raffinement et la possibilité d’un Koompartoo, d’un nouveau départ. Dorénavant, un visage aborigène apparaîtra sur vos pièces de monnaie et sur vos timbres pour signifier notre souveraineté sur ce domaine. Pour les plus intelligents d’entre vous, nous apportons la langue complexe des Pitjantjajara ; nous vous apprendrons comment trouver une relation spirituelle avec la terre, et comment trouver de la nourriture dans le bush.

Nous n’avons pas pour intention de prendre comme souvenir et de préserver les têtes de 2000 d’entre vous, ni d’exhiber en public le squelette de votre Altesse royale, comme vous l’aviez fait à notre reine [sic] Truganini pendant 80 ans. Nous n’avons pas non plus pour intention d’empoisonner vos points d’eau, de mettre de la strychnine dans votre farine, ni de vous faire connaître des drogues hautement toxiques.

Sur la base de notre culture vieille de 50 000 ans, nous reconnaissons la nécessité de préserver la race blanche, qui a un intérêt historique, mais nous aurons peut-être envie de nous livrer à des expériences en mesurant la taille de vos crânes pour évaluer votre intelligence. Nous promettons de ne pas stériliser vos femmes, et de ne pas enlever vos enfants à leurs familles. […] »

En 1987, Burnum Burnum joua dans le film Ground Zero, qui a pour thème les essais nucléaires britanniques à Maralinga, et le traitement des Aborigènes par les autorités britanniques et australiennes. Il joua également dans The Dolphin Touch (1990).
En 2005, la réserve « Jannali Reserve » fut renommée « réserve Burnum Burnum » en son honneur.